# Jan Siberechts

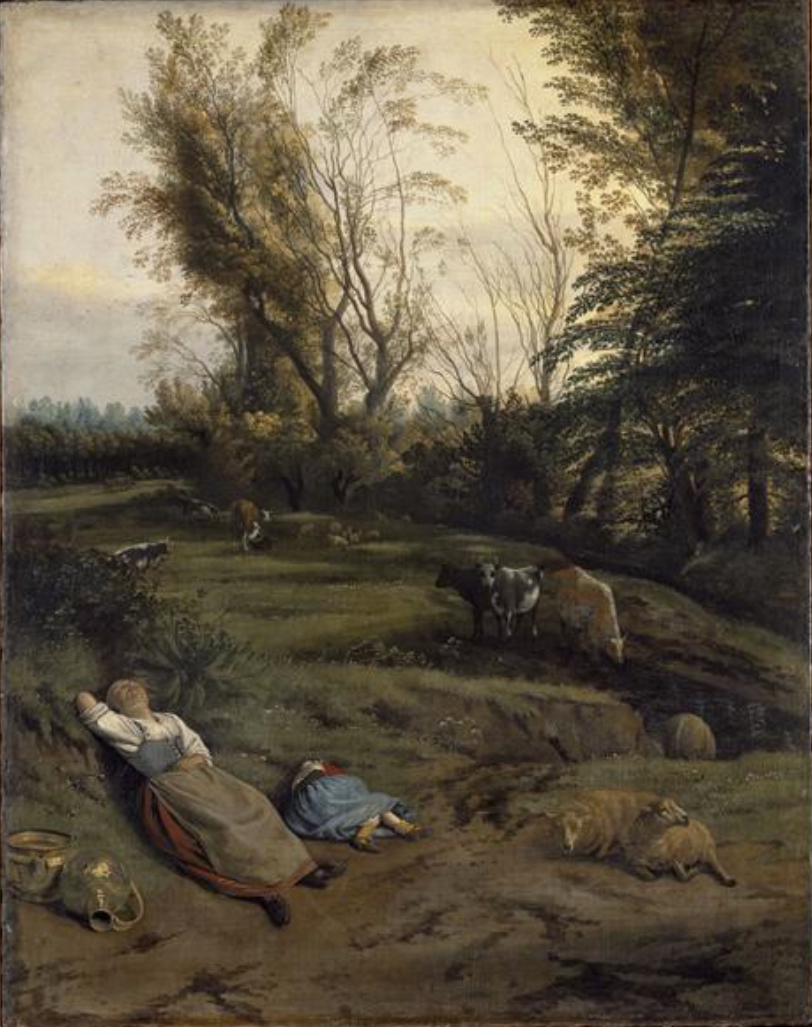
Pasto com duas pastoras dormindo

Jan Siberechts (1627–1703) foi um pintor de paisagens flamengo que, após uma carreira de sucesso em Antuérpia, passou o final de sua vida na Inglaterra. Suas vistas topográficas situam-se no começo da tradição da pintura de paisagem inglesa, que teve nomes como Peter Tillemans, Pieter Andreas Rijsbrack e Hendrik Frans de Cort.
Nasceu em Antuérpia e aprendeu arte com seu pai. Tornou-se mestre da Guilda de São Lucas local em 1648.  Desenvolveu um estilo particular de pintura de paisagens que impressionou George Villiers, 2º Duque de Buckingham quando visitou Antuérpia em  1670. O Duque convidou o artista para ir para a Inglaterra onde permaneceu até sua morte. Sua filha mais nova, Frances, casou com o escultor flamengo Artus Quellinus III (Arnold Quellinus) e, após a viuvez, John Nost, outro escultor flamengo.

Suas primeiras obras tinham a influência dos pintores de paisagem holandeses que trabalhavam na Itália, tais como Nicolaes Berchem e Karel Dujardin. Desenvolveu um estilo de paisagem que enfocava o campo flamengo e a vida das pessoas que lá moravam, como moças em vestidos de cores vivas. Em suas obras produzidas na Inglaterra, manteve o caráter flamengo de forma universal. Siberechts também pintava cenas de caça para seus clientes ingleses. Por tudo, é considerado o pai da paisagem britânica. 
John Wootton foi um de seus alunos. 